# Onukia nigra
Onukia nigra är en insektsart som beskrevs av Li och Wang 1992. Onukia nigra ingår i släktet Onukia och familjen dvärgstritar. Inga underarter finns listade i Catalogue of Life.